# Ястшембя (Свентокшиське воєводство)
Ястшембя (пол. Jastrzębia) — село в Польщі, у гміні Бліжин Скаржиського повіту Свентокшиського воєводства.
Населення — 77 осіб (2011).
У 1975-1998 роках село належало до Келецького воєводства.

## Демографія
Демографічна структура на день 31 березня 2011 року:
|          | Загалом | Допрацездатний вік | Працездатний вік | Постпрацездатний вік |
| -------- | ------- | ------------------ | ---------------- | -------------------- |
| Чоловіки | 40      | 5                  | 24               | 11                   |
| Жінки    | 37      | 6                  | 20               | 11                   |
| Разом    | 77      | 11                 | 44               | 22                   |